# Maserati MC12
Maserati MC12 (Maserati Corse 12 cilindri, ще інакше — Stradale) — двомісний суперкар створений Maserati для змагань в FIA GT.

## Опис

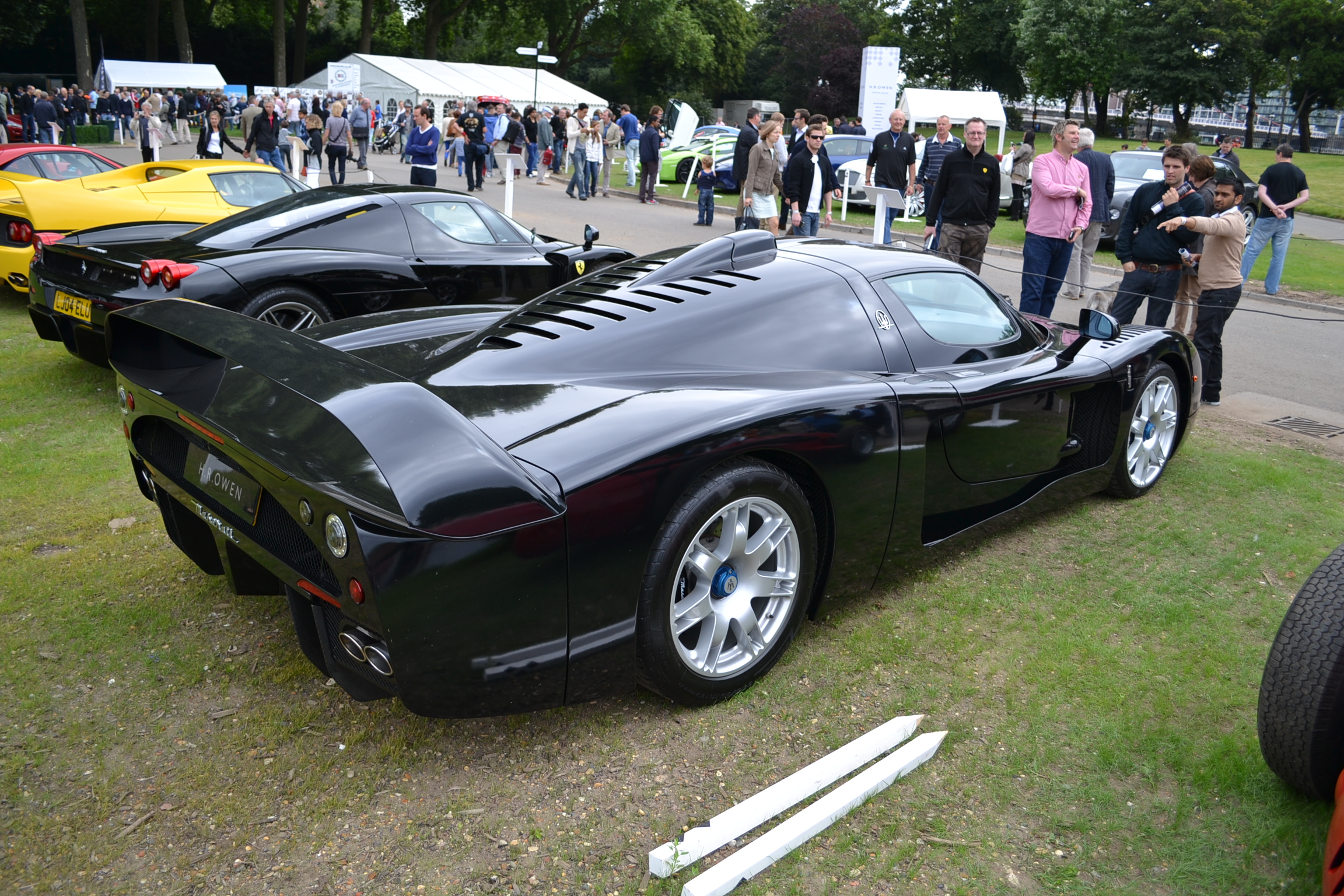

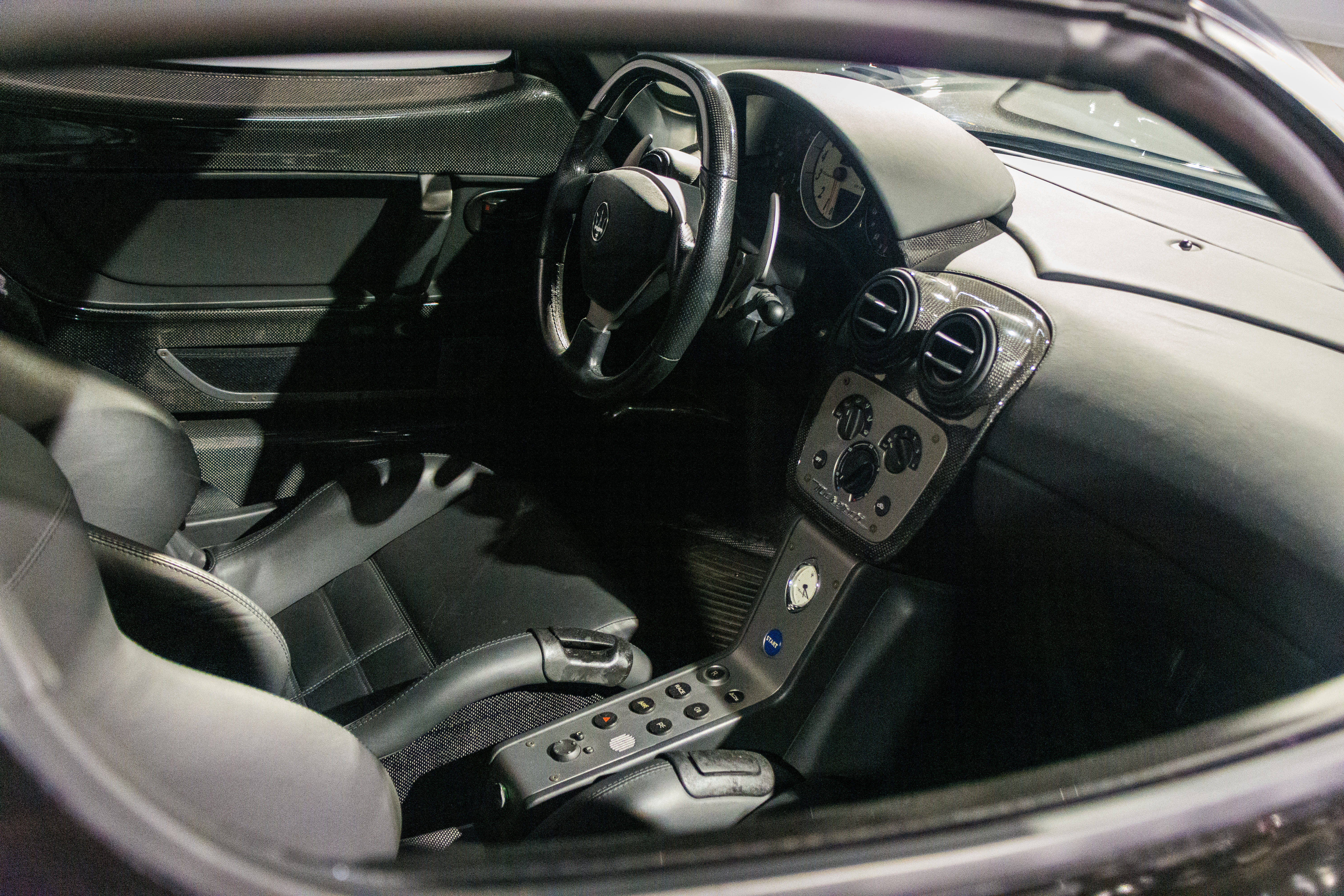

Автомобіль вийшов у виробництво в 2004 році (було випущено 30 автомобілів, 5 з яких не для продажу). Ще 25 автомобілів було випущено в 2005 році, що сумарно дало 50 автомобілів для продажу.
Автомобіль був спроектований і зібраний на базі Ferrari Enzo Ferrari. MC12 вийшов довшим, ширшим, вищим, з гострішим носом і більш-гладкими лініями ніж Enzo Ferrari. Максимальна швидкість MC12 складала 330 км/год.
MC12 був розроблений Maserati щоб ознаменувати повернення компанії до змагань через 37 років.

## Maserati MC12 Corsa

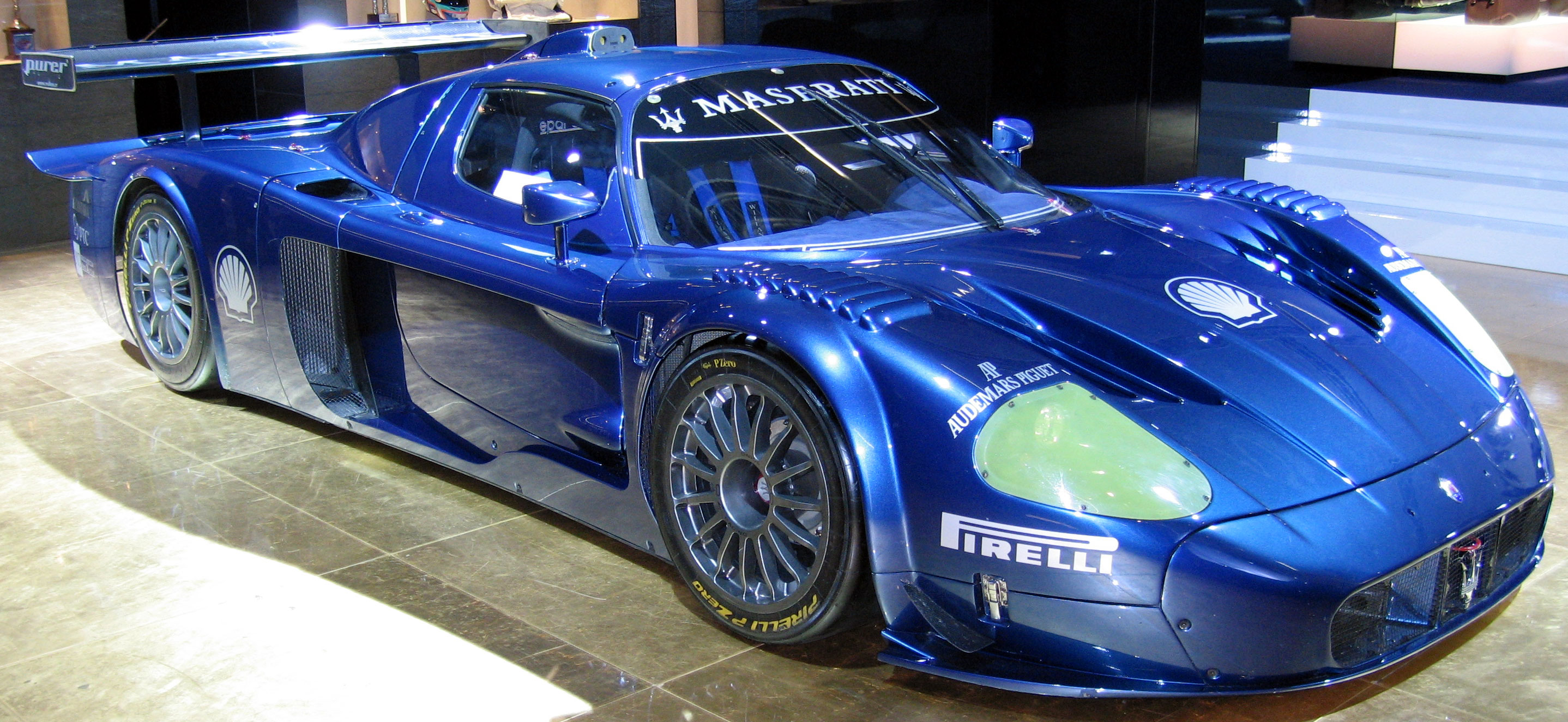
Maserati MC12 Corsa

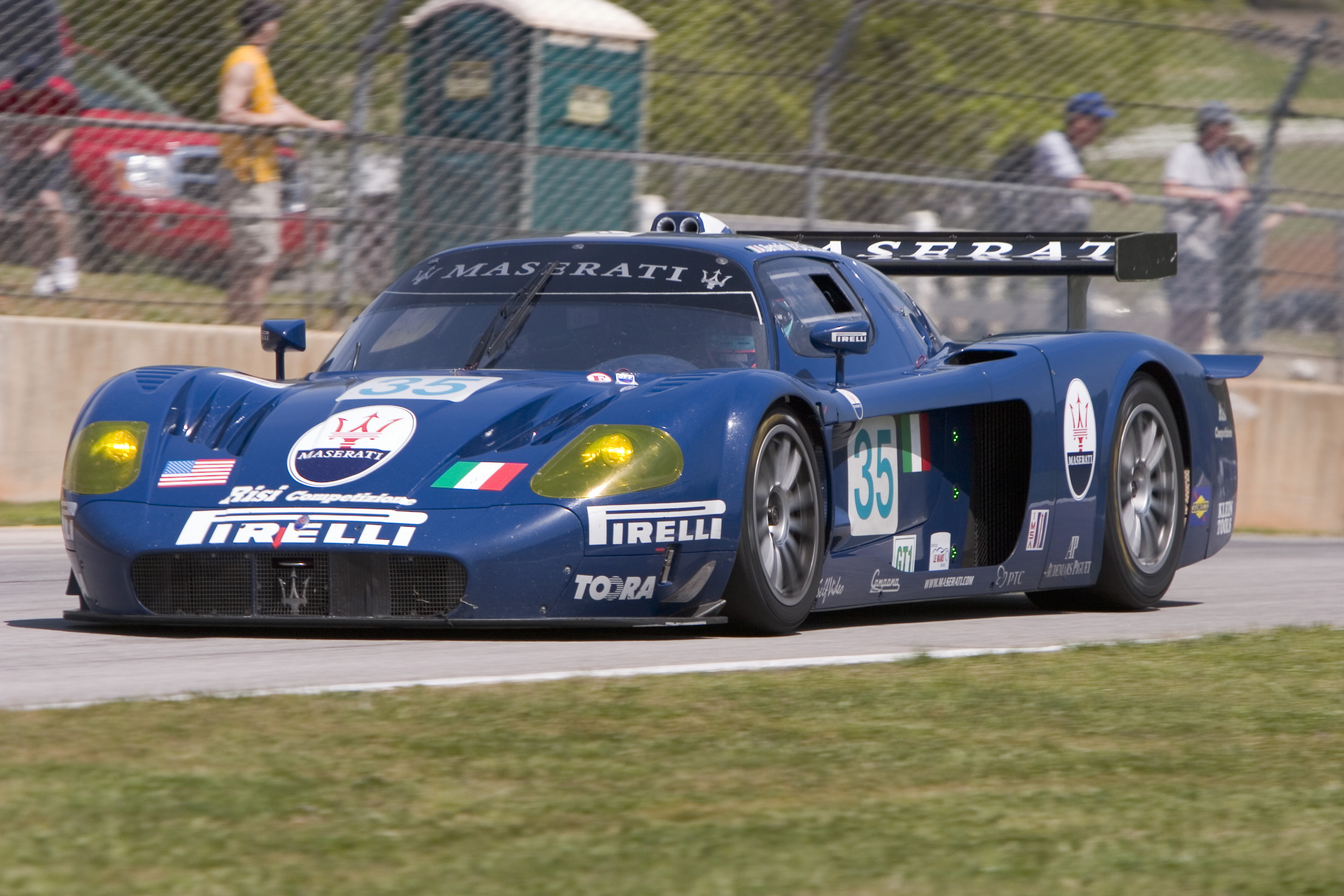
Maserati MC12

Гоночна версія випускалася лімітованою серією. Автомобіль випускався з середини 2006 року. Всього було вироблено 15 екземплярів, 12 з яких були продані клієнтам.
MC12 Corsa була розроблена безпосередньо з гоночної моделі Maserati MC12 GT1, яка в 2005 році виграла Кубок автовиробників FIA GT в класі GT1. Corsa задумана як приватний колекційний автомобіль, який не має допуску для шосейних доріг. Для шосейно-дорожньої реєстрації потрібна істотна доробка. Ціна автомобіля складала 1 160 000 євро.
Колісні диски - шини:
- передні: 10x19 - 265/35 R 19 (Michelin)
- задні: 13x20 - 335/30 R 20 (Michelin)

## Технічні характеристики
| Maserati:              | MC12                              |
| ---------------------- | --------------------------------- |
| Двигун:                | 12-Циліндровий-V-Подібний         |
| Об'єм:                 | 5998 см³                          |
| Потужність:            | 632 к.с. (465 кВт) при 7500 об/хв |
| Крутний момент:        | 652 Нм при 5500 об/хв             |
| Максимальна швидкість: | 330 км/год                        |
| Розгін 0 — 100 км/год: | 3,6 с                             |
| Витрати пального:      | 36,3 л/100 км                     |
| Бак:                   | 115 л                             |
| Колісна база:          | 2800 мм                           |
| Колія передня/задня:   | 1660/1650 мм                      |
| Вага:                  | 1335 кг                           |